# Янковський Іван Пилипович
Іван Пилипович Янковський (нар. 30 жовтня 1990, Москва, СРСР) — російський актор театру і кіно. Онук Олега Янковського, син Пилипа Янковського та Оксани Фандера.
Лауреат низки російських фестивалів і кінопремій «Кінотавр» (2015), «Золотий орел» (за «Найкращу чоловічу роль у кіно» («Дама Пік», 2017), за «Найкращу чоловічу роль другого плану» («Текст», 2020), «Зірка театрала» (2023) та ін.

## Біографія
Народився 30 жовтня 1990 року в Москві. Батько — актор і режисер Пилип Янковський, мати — акторка Оксана Фандера. Дід — актор Олег Янковський, бабуся — акторка Людмила Зоріна. У Івана є молодша сестра Єлизавета — теж акторка.
В дитинстві займався спортом. У кіно вперше знявся в 10 років, зіграв невелику роль у фільмі «Приходь на мене подивитися», співрежисером якого був його дід Олег Янковський.
З 8 класу навчався в Московській міжнародній кіношколі, по закінченні якої вступив до ГІТІС. Закінчив акторсько-режисерський факультет (майстерня Сергія Женовача).
Першу головну роль Іван отримав у 2008 році у фантастичному трилері Романа Пригунова «Індиго».
З 2013 року — актор «Студії театрального мистецтва». Запрошеним артистом зайнятий в спектаклях театру Єрмолової.

### Особисте життя
Зустрічався з Каміллою Байсаровою, дочкою Руслана Байсарова. Також зустрічався з Алісою Будуновою, дочкою бізнесмена Расула Будунова.
З кінця 2014 р. зустрічався з акторкою Вірою Панфіловою, дочкою лідера рок-групи «Аліса» Костянтина Кінчева. У 2020 р. пара розпалася.

## Творчість

### Фільмографія
| Рік  |   | Назва                      | Роль                                        |                 |
| ---- | - | -------------------------- | ------------------------------------------- | --------------- |
| 2000 | ф | Приходь на мене подивитися | ангел - хлопчик, який кидає бананові шкурки | ру              |
| 2008 | ф | Індиго                     | Андрій Каляєв                               | ру              |
| 2014 | ф | Янковський                 | Іван Янковський                             | ру              |
| 2015 | ф | Ганчірковий союз           | Андрій                                      | ру              |
| 2015 | ф | Без кордонів               | Артем                                       | ру              |
| 2016 | ф | Нічна варта                | Павло                                       | ру              |
| 2016 | ф | Дама Пік                   | Андрій, оперний співак                      | ру              |
| 2016 | ф | Джерело                    | Іван                                        | ру              |
| 2018 | ф | Завод                      | Вовка                                       | ру              |
| 2019 | ф | Ікарія                     | Антон                                       | ру              |
| 2019 | ф | Текст                      | Петро Хазін                                 | (порожньо) / ру |
| 2019 | ф | Союз порятунку             | Михайло Бестужев-Рюмін                      | ру              |
| 2020 | ф | Вогонь                     | Роман Ільїн                                 | (порожньо) / ру |
| 2021 | с | Топі                       | Денис                                       | (порожньо) / ру |

|  Слово пацана | Вова "Adidas" |

### Театр

#### Театр «Студія театрального мистецтва»
- «Записки небіжчика» — Максудов Сергій Леонтійович
- «Самогубець» — Олег Леонідович
- «Майстер і Маргарита» — Іван Бездомний, поет

## Нагороди та номінації
- 2015 — Кінофестиваль «Кінотавр»: приз за кращу чоловічу роль (спільно з Василем Буткевичем, Олександром Палем, Павлом Чинарьовим, фільм «Ганчірковий союз»)
- 2015 — Міжнародний Сахалінський кінофестиваль: приз за кращу чоловічу роль (спільно з Василем Буткевичем, Олександром Палем, Павлом Чинарьовим, фільм «Ганчірковий союз»)
- 2017 — Премія «Золотий орел»: приз за кращу чоловічу роль у кіно (фільм «Дама Пік»)
- 2017 — незалежна премія «Парабола»[3].
- 2019 — Кінофестиваль російського кіно в Онфлері: приз за кращу чоловічу роль (спільно з Олександром Петровим, фільм «Текст»)[4]
- 2020 — Премія «Золотий орел» за кращу чоловічу роль другого плану («Текст»)